# Sašo Ǵoreski
Sašo Ǵoreski (in macedone Сашо Ѓорески?; Ohrid, 18 settembre 1982) è un ex calciatore macedone, di ruolo difensore.

## Carriera

### Club
Il 1º ottobre 2012 firma un contratto annuale con i macedoni del Bregalnica Štip.